# 石川県道137号宇出津港線
石川県道137号宇出津港線（いしかわけんどう137ごう うしつこうせん）とは、石川県能登町を通る一般県道（石川県道）である。

## 路線概要
- 起点：石川県鳳珠郡能登町字宇出津ウ字72番乙地先（＝宇出津港）
- 終点：石川県鳳珠郡能登町字宇出津新34番地先（＝宇出津新交差点、石川県道35号能都内浦線交点）

## 歴史
- 1960年（昭和35年）10月15日：宇出津港から旧国道249号交点（＝北國銀行 宇出津支店前）までの区間を路線認定。
- 1994年（平成6年）：国道249号宇出津バイパス全線開通に伴い、旧国道249号交点の一部分を含む区間も認定。終点が宇出津新交差点へ移動。

## 接続道路
- 石川県道35号能都内浦線（鳳珠郡能登町宇出津新・宇出津新交差点：終点）